# UCHL1
UCHL1（ubiquitin C-terminal hydrolase L1、EC 3.1.2.15）は脱ユビキチン化酵素であり、ヒトではUCHL1遺伝子にコードされる。

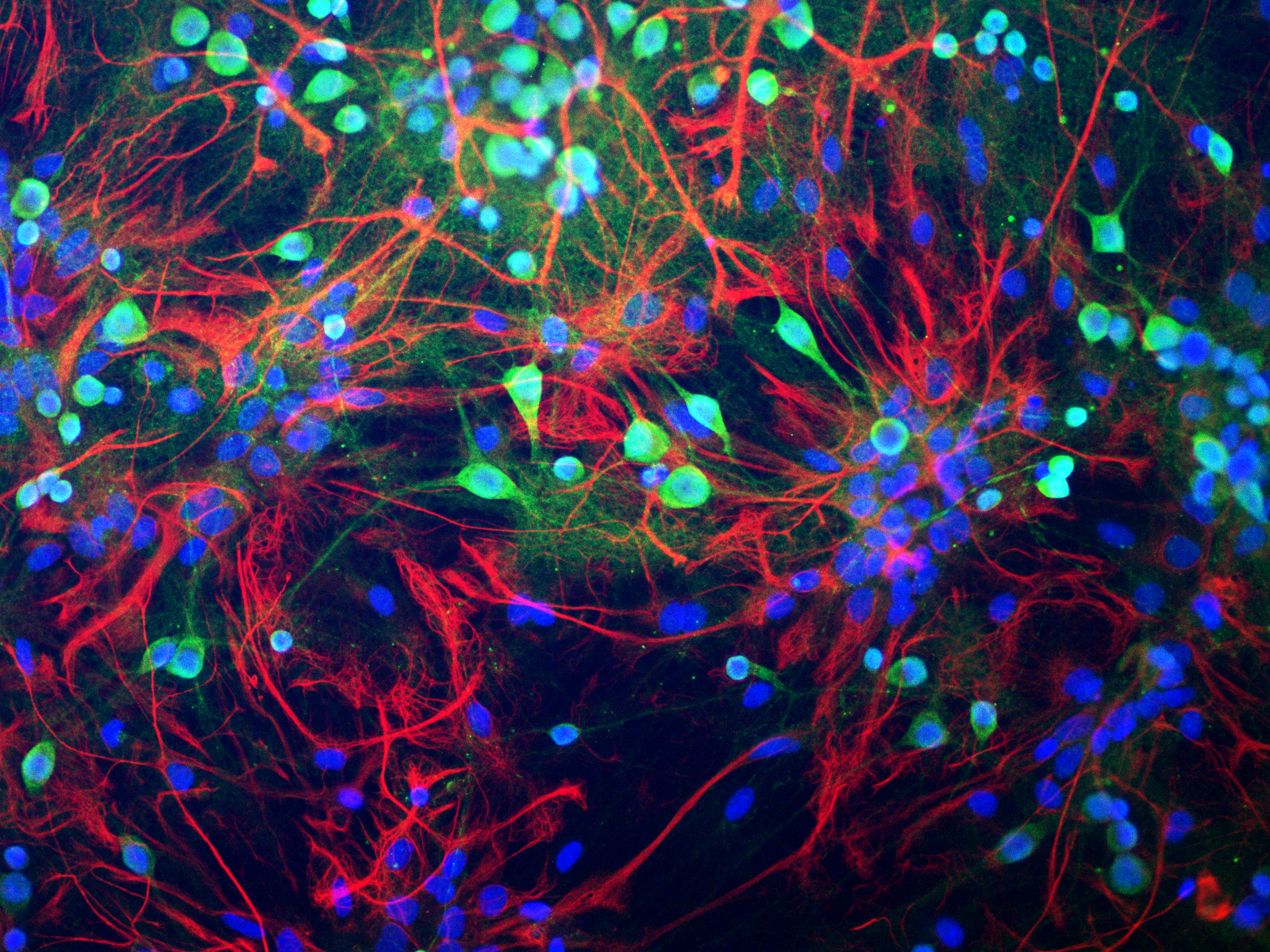
抗UCHL1抗体によって緑色に染色されたラット脳組織由来神経細胞。細胞体が強く染色され、細胞突起の染色は比較的弱い。アストロサイトは抗GFAP抗体によって赤色に、そして全ての細胞種の核はDNA染色剤によって青色に染色されている。EnCor Biotechnology Inc.による抗体、細胞の調製、画像作成。

## 機能
UCHL1はC末端を介して付加されたユビキチンを加水分解し、ユビキチン単量体を生成する。UCHL1は全ての神経細胞に豊富に存在し（脳内の総タンパク質の1–2%を占める）、その発現は神経細胞、精巣/卵巣、びまん性神経内分泌系（diffuse neuroendocrine system）の細胞およびその腫瘍に特異的である。
UCHL1の触媒三残基はCys90、Asp176、His161からなり、これらが加水分解活性を担っている。

## 神経変性疾患における重要性
UCHL1のI93M変異はドイツ人1家系のパーキンソン病の病因として示唆されているが、他のパーキンソン病患者ではこの変異は見つかっておらず、この知見には議論がある。
さらに、S18Y多型はパーキンソン病リスクの低下と関連していることが知られている。この多型は神経細胞に対して抗酸化機能を発揮することが示されている。
また、UCHL1はユビキチン単量体を安定化することで保護機能を発揮している可能性が報告されている。UCHL1はユビキチン単量体を安定化して分解を防ぐことで、プロテアソーム分解の標的となったタンパク質へのタグ付けのためのユビキチンプールを大きくしていると考えられている。
UCHL1遺伝子はアルツハイマー病とも関連しており、UCHL1は正常なシナプス機能や認知機能に必要とされる。また、UCHL1の喪失によって膵β細胞のプログラム細胞死感受性が高まることから、このタンパク質が内分泌細胞保護機能を果たしていること、そして糖尿病と神経変性疾患との関連が浮き彫りとなっている。
UCHL1の変異（具体的にはユビキチン結合ドメインのE7A変異）を原因とする早発性の神経変性疾患患者では、視力の喪失、小脳失調、眼振、脊柱機能障害、上位運動ニューロン障害がみられる。

## 異所性発現
UCHL1の発現は神経細胞や精巣/卵巣組織に特異的であるが、特定の肺腫瘍細胞株でも発現していることが知られている。こうしたUCHL1の異常な発現はがんとの関係が示唆されており、UCHL1はがん遺伝子であるとみなされている。さらに、ヒトの膜性腎症のラットモデルであるpassive Heymann nephritisではポドサイトでのUCHL1の新規発現が観察されることから、UCHL1が膜性腎症の病因に関与している可能性が示唆されている。このUCHL1の発現は、ポドサイトの肥大の誘導に少なくとも部分的には関与していると考えられている。

## タンパク質構造
ヒトUCHL1タンパク質と、それに密接に関連したタンパク質であるUCHL3は、これまでに発見された中で最も複雑なノット構造を有するタンパク質の1つであり、5つの交差を有する。こうしたノット構造はプロテアソーム分解に対するタンパク質の抵抗性を高めている可能性がある。
UCHL1タンパク質のコンフォメーションは、神経の保護や病理に重要な意味を持っている可能性がある。一例として、UCHL1の二量体化依存的なユビキチンリガーゼ活性は病因となっている可能性があり、α-シヌクレイン凝集の増大をもたらしている可能性がある。UCHL1のS18Y多型は、二量体化を引き起こしにくいことが示されている。

## 相互作用
UCHL1はCOP9S5と相互作用することが示されている。
また、UCHL1はパーキンソン病の病理への関与が示唆されているα-シヌクレインと相互作用することも示されている。この相互作用はそのユビキチンリガーゼ活性によるものであり、I93M変異もこの活性と関連している可能性がある。
近年、UCHL1はユビキチンリガーゼParkinと相互作用することが示された。ParkinはUCHL1に結合してユビキチン化を行い、UCHL1のリソソーム分解を促進する。

## 関連文献
- “Genetic causes of Parkinson's disease: UCHL-1”. Cell and Tissue Research 318 (1):  189–94. (Oct 2004). doi:10.1007/s00441-004-0917-3. PMID 15221445.
- “Microsequences of 145 proteins recorded in the two-dimensional gel protein database of normal human epidermal keratinocytes”. Electrophoresis 13 (12):  960–9. (Dec 1992). doi:10.1002/elps.11501301199. PMID 1286667.
- “The gene for human neurone specific ubiquitin C-terminal hydrolase (UCHL1, PGP9.5) maps to chromosome 4p14”. Annals of Human Genetics 55 (Pt 4):  273–8. (Oct 1991). doi:10.1111/j.1469-1809.1991.tb00853.x. PMID 1840236.
- “Neuronal protein gene product 9.5 (IEF SSP 6104) is expressed in cultured human MRC-5 fibroblasts of normal origin and is strongly down-regulated in their SV40 transformed counterparts”. FEBS Letters 280 (2):  235–40. (Mar 1991). doi:10.1016/0014-5793(91)80300-R. PMID 1849484.
- “The structure of the human gene encoding protein gene product 9.5 (PGP9.5), a neuron-specific ubiquitin C-terminal hydrolase”. The Biochemical Journal 268 (2):  521–4. (Jun 1990). doi:10.1042/bj2680521. PMC 1131465. PMID 2163617.
- “Molecular cloning of cDNA coding for human PGP 9.5 protein. A novel cytoplasmic marker for neurones and neuroendocrine cells”. FEBS Letters 210 (2):  157–60. (Jan 1987). doi:10.1016/0014-5793(87)81327-3. PMID 2947814.
- “Isolation of PGP 9.5, a new human neurone-specific protein detected by high-resolution two-dimensional electrophoresis”. Journal of Neurochemistry 40 (6):  1542–7. (Jun 1983). doi:10.1111/j.1471-4159.1983.tb08124.x. PMID 6343558.
- “Human TRE17 oncogene is generated from a family of homologous polymorphic sequences by single-base changes”. DNA and Cell Biology 12 (2):  107–18. (Mar 1993). doi:10.1089/dna.1993.12.107. PMID 8471161.
- “Substrate binding and catalysis by ubiquitin C-terminal hydrolases: identification of two active site residues”. Biochemistry 35 (21):  6735–44. (May 1996). doi:10.1021/bi960099f. PMID 8639624.
- “Localization and characterization of white blood cell populations within the human ovary throughout the menstrual cycle and menopause”. Human Reproduction 11 (4):  790–7. (Apr 1996). doi:10.1093/oxfordjournals.humrep.a019256. PMID 8671330.
- “The immunolocalization of PGP 9.5 in normal human kidney and renal cell carcinoma”. Il Giornale di Chirurgia 18 (10):  521–4. (Oct 1997). PMID 9435142.
- “Substrate specificity of deubiquitinating enzymes: ubiquitin C-terminal hydrolases”. Biochemistry 37 (10):  3358–68. (Mar 1998). doi:10.1021/bi972274d. PMID 9521656.
- “The ubiquitin pathway in Parkinson's disease”. Nature 395 (6701):  451–2. (Oct 1998). Bibcode: 1998Natur.395..451L. doi:10.1038/26652. PMID 9774100.
- “Cleavage of the C-terminus of NEDD8 by UCH-L3”. Biochemical and Biophysical Research Communications 251 (3):  688–92. (Oct 1998). doi:10.1006/bbrc.1998.9532. PMID 9790970.
- “Intron-exon structure of ubiquitin c-terminal hydrolase-L1”. DNA Research 5 (6):  397–400. (Dec 1998). doi:10.1093/dnares/5.6.397. PMID 10048490.
- “Low frequency of pathogenic mutations in the ubiquitin carboxy-terminal hydrolase gene in familial Parkinson's disease”. NeuroReport 10 (2):  427–9. (Feb 1999). doi:10.1097/00001756-199902050-00040. PMID 10203348.
- “The Ile93Met mutation in the ubiquitin carboxy-terminal-hydrolase-L1 gene is not observed in European cases with familial Parkinson's disease”. Neuroscience Letters 270 (1):  1–4. (Jul 1999). doi:10.1016/S0304-3940(99)00465-6. PMID 10454131.
- “Intragenic deletion in the gene encoding ubiquitin carboxy-terminal hydrolase in gad mice”. Nature Genetics 23 (1):  47–51. (Sep 1999). doi:10.1038/12647. PMID 10471497.
- “The ubiquitin carboxy-terminal hydrolase-L1 gene S18Y polymorphism does not confer protection against idiopathic Parkinson's disease”. Neuroscience Letters 293 (2):  127–30. (Oct 2000). doi:10.1016/S0304-3940(00)01510-X. PMID 11027850.
- “Alpha-synuclein has an altered conformation and shows a tight intermolecular interaction with ubiquitin in Lewy bodies”. Acta Neuropathologica 102 (4):  329–34. (Oct 2001). doi:10.1007/s004010100369. PMID 11603807.